# Ильсфельд
Ильсфельд (нем. Ilsfeld) — община в Германии, в земле Баден-Вюртемберг. 
Подчиняется административному округу Штутгарт. Входит в состав района Хайльбронн. Подчиняется управлению „Шоцах-Боттварталь“.  Население составляет 8513 человек (на 31 декабря 2010 года). Занимает площадь 26,51 км².
Коммуна подразделяется на 6 сельских округов.

## Известные уроженцы
- Шваб, Иоганн Христоф (1743—1821) — немецкий литератор и философ.
- Шпет, Лотар (1937—2016) — немецкий политик, член ХДС.